# الحبل (مكيراس)

تعديل مصدري - تعديل

الحبل هي إحدى قرى عزلة مكيراس بمديرية مكيراس التابعة لمحافظة البيضاء، بلغ تعداد سكانها 274 نسمة حسب تعداد اليمن لعام 2004.